# Dolok Lubukraya
Dolok Lubukraya är ett berg i Indonesien.   Det ligger i provinsen Sumatera Utara, i den västra delen av landet, 1 200 km nordväst om huvudstaden Jakarta. Toppen på Dolok Lubukraya är 1 862 meter över havet.
Terrängen runt Dolok Lubukraya är huvudsakligen kuperad, men västerut är den bergig. Runt Dolok Lubukraya är det ganska glesbefolkat, med 38 invånare per kvadratkilometer. Närmaste större samhälle är Padangsidempuan, 12,9 km sydost om Dolok Lubukraya. I omgivningarna runt Dolok Lubukraya växer i huvudsak städsegrön lövskog.